# V den' prazdnika
V den' prazdnika (В день праздника) è un film del 1978 diretto da Pëtr Todorovskij.

## Trama
Circa un giorno di una grande famiglia di minatori. Al centro dell'immagine c'è un veterano, ex minatore e ora pensionato Panteleimon Dmitrievich Grinin, che il giorno della vittoria ha deciso di presentare ai bambini la sua "signora del cuore", la parrucchiera Zinaida. L'azione dura solo un giorno, ma durante questo periodo accadono molte cose con i figli, le nuore, la figlia e Zinaida.